# Salitto
Salitto è una frazione del Comune di Olevano sul Tusciano, in provincia di Salerno.

## Geografia fisica
Situata alle pendici del Castrum Olibani, è situata a circa 500 metri sul livello del mare. Oltre all'abitato principale il paese comprende anche i borghi di Busolino, Capocasale, Castagneto, Porta e Valle.

## Monumenti e luoghi di interesse
- Ruderi del Castrum Olibani - Il castello longobardo
- Grotta di San Michele Arcangelo
- Grotta di Nardantuono
- Palazzo Baronale
- Palazzo Forte
- Chiesa di Santa Lucia
- Chiesa Madonna del Soccorso
- Ruderi del convento di Santa Maria di Costantinopoli (XVI secolo)

## Economia
La principale risorsa è la coltivazione e la produzione dell'olio di oliva Colline Salernitane (DOP).